# Помірне християнство
Помірне християнство — теологічний рух у християнстві, який прагне ухвалювати рішення на основі духовної мудрості.

## Походження
Поміркованість у християнстві пов’язана з духовною мудрістю, про яку йдеться в Посланні Якова в розділі 3, вірш 17. У Першому посланні до Тимофія поміркованість також згадується як помірність і є необхідною характеристикою, щоб бути єпископом у церкві.

## Характеристики
Помірковане християнство характеризується своєю працею нести надію, включати культурну різноманітність і творчу співпрацю, не бувши фундаменталістським чи ліберальним, переважно консервативним і уникаючи екстремізму у своїх рішеннях.

## Католицизм
Помірний католицизм в основному став більш помітним у XVIII столітті, коли католицькі групи займали більш помірковані позиції, такі як підтримка екуменізму та літургійних реформ. Ці помірковані також переважно виступають за державну автономію та незалежність церковної доктрини від держави. Після II Ватиканського собору помірковані католики дистанціювалися від традиціоналістського католицизму.

## Євангельське християнство
Помірковане євангельське християнство виникло в 1940-х роках у Сполучених Штатах у відповідь на рух фундаменталістів 1910-х років. Теологічна семінарія Фуллера, заснована в Пасадені, Каліфорнія в 1947 році, мала значний вплив на рух. Вивчення Біблії супроводжувалося певними дисциплінами, такими як біблійна герменевтика, біблійна екзегеза та апологетика. Помірковані теологи стали більш присутніми в біблійних коледжах, а більш помірковані теологічні позиції були прийняті в євангельських церквах. У цьому русі під назвою неоєвангелізм у 1950-х роках були створені нові організації, соціальні агентства, медіа та біблійні коледжі. 

## Дивись також
- Християнський фундаменталізм
- Консервативне християнство
- Ліберальне християнство
- Прогресивне християнство
- Політичний поміркований